# 清水国家森林
清水国家森林（英語：Clearwater National Forest）是一座位于美国西北地区爱达荷州中北部的国家森林，东接蒙大拿州、北邻爱达荷州狭长地带国家森林，西边和南边则有内兹珀斯国家森林和帕卢斯草原。